# 古公三王
古公三王，又稱為古公、王公、三王公，是閩南漳州漳浦縣的鄉土神。

## 傳說
相傳南宋末年，元兵入侵。柳信（後稱大王公）、葉誠（後稱二王公）、英勇（或作黃勇，後稱三王公）於福建漳州漳浦的湖西坑，率軍起義。初期被當地居民排斥，但精通醫術的三人，仍為當地鄉民免費治病，遂為居民所尊敬。其後元軍追至此地，三人奮力抵抗元軍，最後寡不敵眾而壯烈犧牲。鄉民為了緬懷三人的忠勇英烈，為其建廟，尊為「三王公廟」，又以三位王公氣節壯烈，可比為「古代名公」，稱為古公三王。 

## 廟宇
- 各地古公三王廟